# Unión dinástica

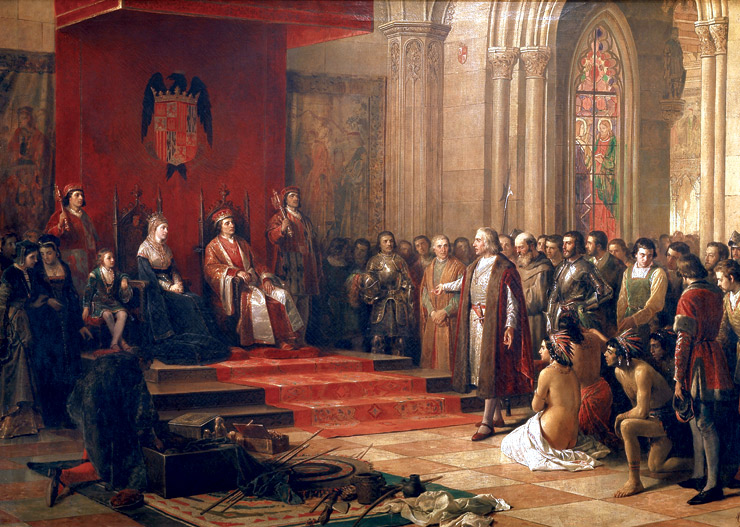
El regreso de Colón, 1493. Recepción de Colón a su regreso de su primer viaje por sus Majestades Católicas, en Barcelona. Cromolitografía de un cuadro de Ricardo Balaca, 1892.

Unión dinástica es la unión de varios reinos, Estados, dominios o cualquier otro título de soberanía bajo un mismo soberano o gobernante por derecho dinástico. Como consecuencia de tal tipo de unión, los reinos, Estados, dominios o títulos así unidos no han sido integrados o fusionados, sino que la misma persona posee cada uno de ellos en forma independiente; y, por lo general los dominios del título mantienen sus propias instituciones y legislación (particularismo).
En la mayoría de los casos la unión dinástica es también una unión personal. La unión pertenece a una dinastía o familia, pero no es unión política, sino patrimonial. Los títulos o dominios forman parte del patrimonio de la casa reinante. 
Una situación bastante común en la Edad Media y el Antiguo Régimen fue la unión de Estados vasallos bajo un mismo soberano, cuando este los hereda por derecho natural; o bajo un matrimonio de soberanos. Los resultados de tales uniones no son fruto del azar, sino de la política matrimonial que constituía la parte principal de las relaciones internacionales de la época. No obstante, la imprevisible continuidad de los matrimonios concertados (por razones personales, biológicas o políticas), así como la supervivencia o no de los herederos, frustró muchos proyectos de uniones dinásticas. 
El caso más notable fue la política matrimonial de los Reyes Católicos (Trastamara), que casaron a sus hijos con los herederos de las casas reales de Portugal (Avis), Inglaterra (Tudor) y Austria-Borgoña (Habsburgo), resultando en el príncipe Miguel de la Paz (cuya precoz muerte impidió que hubiera unificado los imperios español y portugués), la extraordinaria confluencia de títulos de soberanía en Carlos V o la peculiar peripecia matrimonial de Catalina de Aragón.

## Ejemplos
- Unión del Reino de Aragón y el Reino de Navarra (1076-1134)
- Pacta Conventa entre Hungría y Croacia (1102-1526).
- Unión del Reino de Aragón y el Condado de Barcelona (1137-1707). Posteriormente, fueron añadidos nuevos territorios con sus instituciones y legislaciones separadas.
- Unión de Hungría y Bohemia (reino de Hungría y reino de Bohemia), desde 1419 con Segismundo de Luxemburgo, y posteriormente bajo los Habsburgo de Viena hasta 1918.
- La "Unión de Krewo"[2] o "Unión polaco-lituana" (1386), por el matrimonio del Gran Duque Jogaila de Lituania con la reina Eduviges I de Polonia. Se mantuvo teóricamente hasta 1569, cuando ambos países fueron fundidos en un solo Estado, que sobreviviría hasta 1795.
- La "Unión de Kalmar" de los reinos de Noruega, Suecia y Dinamarca (1397-1523).
- Unión de la Corona de Aragón y el Reino de Castilla. (1479-1707/1714)
- Unión del Reino de Portugal y el Reino de las Españas. (1580-1640)
- La unión dinástica de los reinos de Inglaterra, Escocia e Irlanda entre 1603-1649 y 1660-1707. Los distintos textos denominados "acta de Unión" (especialmente la de 1707 y la de 1801) significaron uniones políticas que superan el concepto de unión dinástica, creando el Reino Unido.
- Unión parcial de Andorra y Francia desde 1607. Uno de los copríncipes de Andorra es el presidente de Francia. 1607 es la fecha de la incorporación del condado de Foix a Francia.